# Leptinella
Leptinella is een geslacht van alpiene planten uit de composietenfamilie (Asteraceae). Het geslacht telt vierendertig soorten die voorkomen op het eiland Nieuw-Guinea, in Australië, Nieuw-Zeeland, Zuid-Amerika en op verschillende Sub-Antarctische eilanden. Veel soorten zijn endemisch in Nieuw-Zeeland.

## Soorten
- Leptinella albida (D.G.Lloyd) D.G.Lloyd & C.J.Webb
- Leptinella altilitoralis (P.Royen & D.G.Lloyd) D.G.Lloyd & C.J.Webb
- Leptinella atrata (Hook.f.) D.G.Lloyd & C.J.Webb
- Leptinella calcarea (D.G.Lloyd) D.G.Lloyd & C.J.Webb
- Leptinella conjuncta Heenan
- Leptinella dendyi (Cockayne) D.G.Lloyd & C.J.Webb
- Leptinella dioica Hook.f.
- Leptinella dispersa (D.G.Lloyd) D.G.Lloyd & C.J.Webb
- Leptinella drummondii (Benth.) D.G.Lloyd & C.J.Webb
- Leptinella featherstonii F.Muell.
- Leptinella filicula (Hook.f.) Hook.f.
- Leptinella filiformis (Hook.f.) D.G.Lloyd & C.J.Webb
- Leptinella goyenii (Petrie) D.G.Lloyd & C.J.Webb
- Leptinella intermedia (D.G.Lloyd) D.G.Lloyd & C.J.Webb
- Leptinella lanata Hook.f.
- Leptinella leptoloba (Mattf.) D.G.Lloyd & C.J.Webb
- Leptinella longipes Hook.f.
- Leptinella maniototo (Petrie) D.G.Lloyd & C.J.Webb
- Leptinella minor Hook.f.
- Leptinella nana (D.G.Lloyd) D.G.Lloyd & C.J.Webb
- Leptinella pectinata (Hook.f.) D.G.Lloyd & C.J.Webb
- Leptinella plumosa Hook.f.
- Leptinella potentillina F.Muell.
- Leptinella pusilla Hook.f.
- Leptinella pyrethrifolia (Hook.f.) D.G.Lloyd & C.J.Webb
- Leptinella reptans (Benth.) D.G.Lloyd & C.J.Webb
- Leptinella rotundata (Cheeseman) D.G.Lloyd & C.J.Webb
- Leptinella sarawaketensis (P.Royen & D.G.Lloyd) D.G.Lloyd & C.J.Webb
- Leptinella scariosa Cass.
- Leptinella serrulata (D.G.Lloyd) D.G.Lloyd & C.J.Webb
- Leptinella squalida Hook.f.
- Leptinella tenella (A.Cunn.) D.G.Lloyd & C.J.Webb
- Leptinella traillii (Kirk) D.G.Lloyd & C.J.Webb
- Leptinella wilhelminensis (P.Royen) D.G.Lloyd & C.J.Webb